# Phytomyptera cornuta
Phytomyptera cornuta är en tvåvingeart som först beskrevs av Henry J. Reinhard 1931.  Phytomyptera cornuta ingår i släktet Phytomyptera och familjen parasitflugor. Inga underarter finns listade i Catalogue of Life.